# Mai Zetterling
Mai Elisabeth Zetterling (Västerås, 24 mei 1925 – Londen, 17 maart 1994) was een Zweedse actrice en filmregisseur.

## Biografie
Zetterling werd geboren in een arbeidersgezin. Ze begon haar carrière als actrice op haar 17e bij Kungliga Dramatiska Teatern, het Zweedse nationale theater. Haar doorbraak kwam in 1944 in de film Hets, geschreven door Ingmar Bergman.
Zetterling was gedurende de jaren 40 tot en met de jaren 90 betrokken bij de filmindustrie. Als actrice was ze onder andere te zien in Quartet (1948), The Romantic Age (1949), The Ringer (1952) Only Two Can Play (1962), en The Witches (1990). Haar laatste filmrol was in de Zweedse film Morfars resa ("Grandpa's Journey") uit 1993.
In de jaren 60 ging ze zich ook bezighouden met regisseren, beginnend met politieke documentaires en een korte film. Haar eerste speelfilm was Älskande par uit 1964. Enkele andere films die ze geregisseerd heeft zijn  Nattlek (1966), Flickorna (1968) en Visions of Eight (1973).
In 1985 publiceerde ze haar autobiografie All Those Tomorrows. Ze stierf op 68-jarige leeftijd aan de gevolgen van kanker.